# STS-68
STS-68 (englisch Space Transportation System) ist eine Missionsbezeichnung für das US-amerikanische Space Shuttle Endeavour (OV-105) der NASA. Der Start erfolgte am 30. September 1994, nachdem zuvor am 18. August 1994 ein Startversuch abgebrochen wurde. Es war die 65. Space-Shuttle-Mission und der siebte Flug der Raumfähre Endeavour.

## Mannschaft
- Michael Baker (3. Raumflug), Kommandant
- Terrence Wilcutt (1. Raumflug), Pilot
- Thomas Jones (2. Raumflug), Missionsspezialist
- Steven Smith (1. Raumflug), Missionsspezialist
- Daniel Bursch (2. Raumflug), Missionsspezialist
- Peter Wisoff (2. Raumflug), Missionsspezialist

## Missionsüberblick

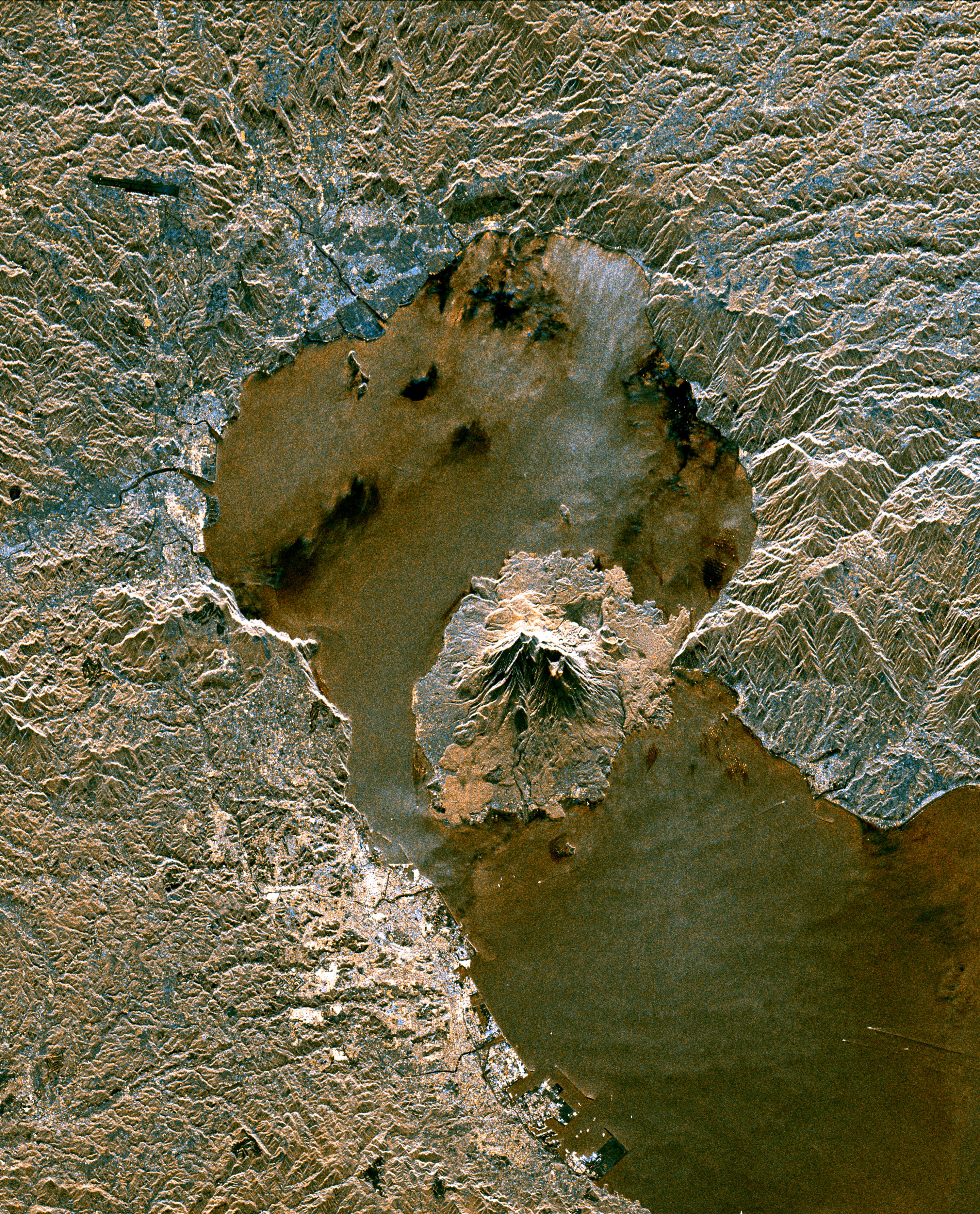
SIR-C/x-SAR-Bild des Vulkans Sakurajima. Der Vulkan liegt innerhalb der Bucht, die von der Aira-Caldera geformt wurde.

Während der zehntägigen Mission machte das Space Radar Laboratorium (SRL), die Nutzlast im Laderaum von Endeavour, seinen zweiten Flug. Das SRL, dessen erster Flug während der STS-59 im April 1994 war, hatte den Wissenschaftlern sehr detaillierte Informationen geliefert, die dazu verhalfen, die von Menschen beeinflussten Umweltveränderungen von natürlichen Veränderungen zu unterscheiden. SRL 2 lieferte Radaraufnahmen für systematische wissenschaftliche Studien für die Geologie, Geographie, Hydrologie, Ozeanographie, für die Landwirtschaft und die Botanik.

### Erster Startversuch am 18. August 1994
Der geplante Start am 18. August 1994 wurde bei T-1.9s abgebrochen, kurz bevor die Solid Rocket Booster (SRBs) hätten gezündet werden sollen. Die drei Haupttriebwerke des Shuttles waren bereits gezündet und wurden wieder deaktiviert (Main-engine-Cut-off). Ursache war, dass die Temperatur der "High Pressure Oxidizer Turbopump" (HPOT) von Triebwerk drei zu hoch war, welche flüssigen Sauerstoff zum Triebwerk pumpen sollte. Computer verhinderten daraufhin automatisch die Zündung der SRBs und das Shuttle blieb am Boden. Wäre der Start nicht abgebrochen worden, so hätte es passieren können, dass das Triebwerk Nr. 3 während des Starts ausgefallen wäre. Astronaut Thomas D. Jones schreibt darüber in seinem Blog.

### Hauptkomponenten und Forschungsziele
Das SRL umfasst das Spaceborne Imaging Radar-C/X-Band-Synthetic Aperture Radar (SIR-C/x-SAR) und die Messung der Umweltverschmutzung durch Satelliten (MAPS). Die Deutsche Raumfahrtagentur DARA und die Italienische Raumfahrtagentur (ASI) beaufsichtigten das X-SAR-Gerät. Das bildgebende Radar der SIR-C/X-SAR-Instruments ist in der Lage Messungen praktisch von jeder Region, zu jeder Zeit zu machen, ungeachtet der Wetterbedingungen oder der Sonnenlichtverhältnisse. Die Radarwellen können Wolken durchdringen und unter bestimmten Bedingungen können sie auch durch die Vegetation, Eis und extrem trockenen Sand „sehen“. Oft können Wissenschaftler unzugängliche Regionen der Erdoberfläche nur mit Hilfe von Radar erforschen.
Die Daten des SIR-C/X-SAR lieferten Informationen darüber, wie viel im komplexen System Erde Prozesse, die die Bewegung von Land, Wasser, Luft und Lebensformen steuern, zusammenwirken, um sie zu einem bewohnbaren Planeten zu machen. Das wissenschaftliche Team wollte besonders die Masse der Vegetationsbedeckung erforschen, den Umfang der Schneegebiete (Snow packs), der Feuchtgebiete, die geologischen Eigenschaften von Gesteinsarten und ihre Verteilung, vulkanische Aktivitäten, die Höhe von Meereswellen und Windgeschwindigkeiten. STS-68 flog über dieselben Gebiete, die schon von STS-59 beobachtet wurden, sodass die Geowissenschaftler Jahreszeiten- bedingte Wechsel untersuchen konnten, die in diesen Bereichen zwischen den Missionen auftraten.
Ein internationales Untersuchungsteam von 49 Wissenschaftlern und 3 Partnern leitete die Experimente des SIR-C/X-SAR. 13 Nationen waren vertreten: Australien, Österreich, Brasilien, Kanada, China, Großbritannien, Frankreich, Deutschland, Italien, Japan, Mexico, Saudi-Arabien und die USA.
Das MAPS-Experiment maß die globale Verteilung von Kohlenmonoxid in der Troposphäre oder den darunter liegenden Schichten. Messungen des Kohlenmonoxids, ein wichtiges Molekül in mehreren chemischen Kreisläufen, liefern den Wissenschaftlern Nachweise darüber, wie gut die Atmosphäre sich selbst von Treibhausgasen reinigen kann, also von den chemischen Bestandteilen, die die Temperatur der Erdatmosphäre erhöhen.
STS-68 sorgte für die Fortsetzung des GAS-Programms der NASA. Das Projekt gibt einem Forscher oder einer Organisation die Möglichkeit, ihre Experimente im Weltraum während einer Shuttle-Mission durchzuführen. Zwei Universitäten, die North Carolina A&T State University und die Universität von Alabama in Huntsville und die schwedische Space Corporation „Soina“ hatten kleine selbstständige Nutzlasteinheiten, die während der Mission mitflogen. Andere GAS-Einheiten in der Nutzlastbucht enthielten 500.000 Erinnerungsbriefmarken für den U.S. Post Service in Gedenken an den 25. Jahrestag der Mondlandung von Apollo 11.

### Weitere wissenschaftliche Komponenten
Weitere Forschungseinheiten der Nutzlast waren das Biological Research in Canister (BRIC), das zum ersten Mal zum Einsatz kam und das Military Applications of Ship Tracks (MAST), ein militärisches Programm zur Untersuchung von Schiffsrouten, das zum ersten Mal mitflog. Die BRIC-Experimente wurden von dem NASA Office of Life und Forschungseinrichtungen für Mikroschwerkraft bezahlt, einem Programm, das dazu bestimmt ist, die Auswirkungen der Mikroschwerkraft zu untersuchen in einer großen Breite der physiologischen Prozesse der höheren Pflanzen und der Gliederfüßer, wie z. B. Spinnen, Tausendfüßer, Krebse. MAST ist ein Experiment, das von Office of Naval Research (ONR) bezahlt wurde. Es war Teil eines 5-jährigen Forschungsprogramms, das vom ONR entwickelt wurde, um die Auswirkungen von Schiffen auf die Meeresumwelt zu untersuchen.
Weitere Forschungseinheiten dienten der Untersuchung des Wachstums der Eiweiße, der Zellteilung unter Weltraumbedingungen und der Auswirkungen kosmischer Strahlung.